# Конська-Весь
Конська-Весь (пол. Końska Wieś) — село в Польщі, у гміні Ґодзеші-Великі Каліського повіту Великопольського воєводства.
Населення — 189 осіб (2011).
У 1975-1998 роках село належало до Каліського воєводства.

## Демографія
Демографічна структура станом на 31 березня 2011 року:
|          | Загалом | Допрацездатний вік | Працездатний вік | Постпрацездатний вік |
| -------- | ------- | ------------------ | ---------------- | -------------------- |
| Чоловіки | 101     | 28                 | 61               | 12                   |
| Жінки    | 88      | 16                 | 48               | 24                   |
| Разом    | 189     | 44                 | 109              | 36                   |